# Tomoko Ogawa

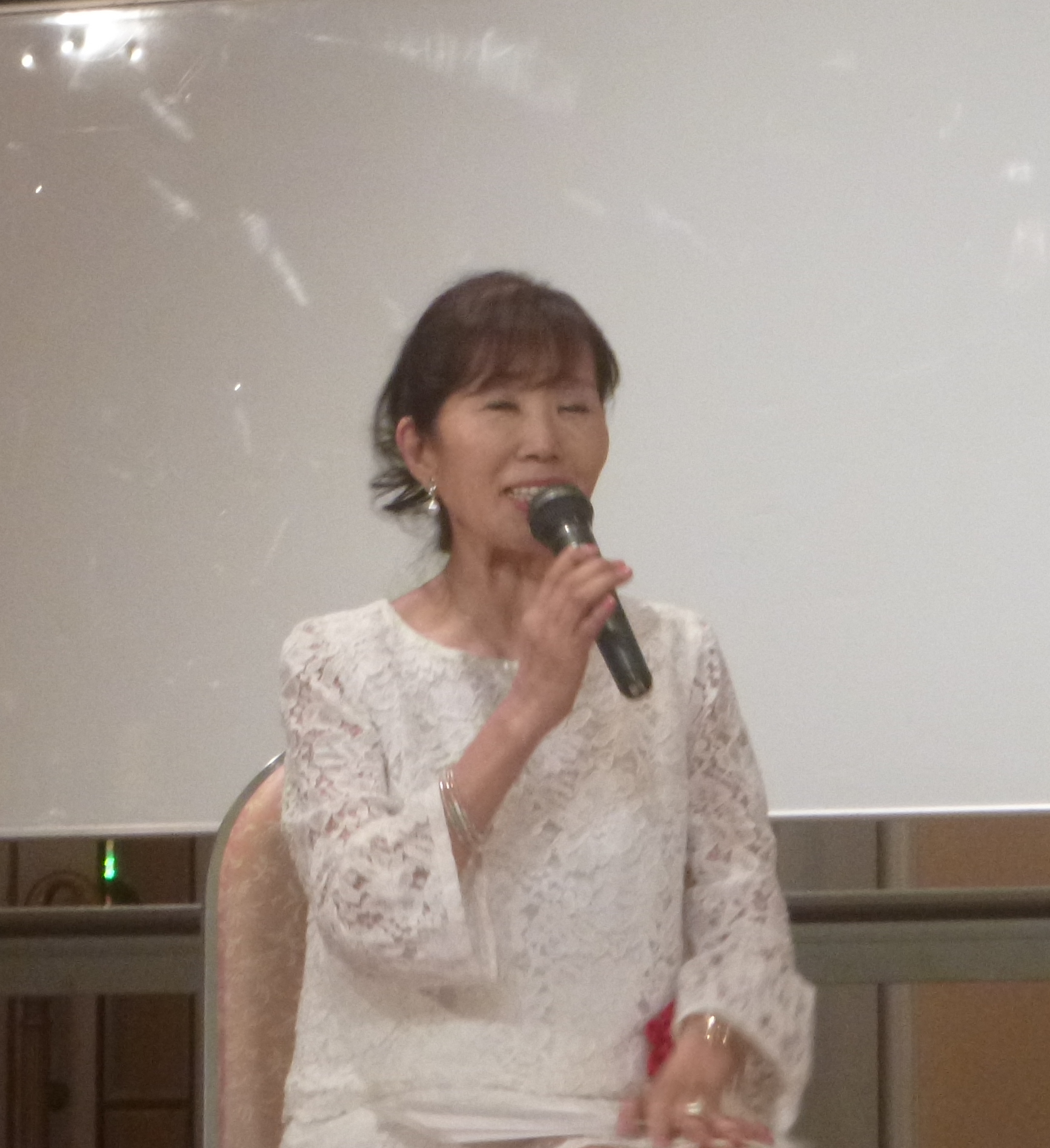
Tomoko Ogawa

Tomoko Ogawa (japanisch 小川 誠子 Ogawa Tomoko; geboren 1. April 1951 in Fukui; gestorben 15. November 2019) war eine professionelle japanische Go-Spielerin, Schülerin des bekannten Profispielers Kitani Minoru und Mitglied im Vorstand des japanischen Go-Verbandes Nihon Ki-in. Sie war verheiratet mit dem Schauspieler Kei Yamamoto (* 1940). 

## Leben
Ogawa wurde in Fukui geboren, wuchs aber in Nagoya in der Präfektur Aichi auf. Sie begann mit sechs Jahren Go zu spielen. Etwa vom vierten Grundschuljahr an besuchte sie durch die Vermittlung des professionellen Go-Spielers Toshio Sakai (1920–1983), 8. Dan, den Chūbu-Landesverband des Nihon Kiin. Mit 14 Jahren gewann sie die Gesamtjapanische Go-Amateurmeisterschaft der Frauen (全日本女流アマチュア囲碁選手権大会, Zennihon joryū amachua igo senshuken taikai), wodurch sie in den Medien den Kosenamen „Bubikopf-Hon’inbō“ (おかっぱ本因坊) erhielt. Nach dem Turnier wurde sie Schülerin von Kitani Minoru und mit 18 Jahren Profispielerin. 1995 erhielt sie den 6. Dan; 2008 hatte sie bereits 500 Siege erzielt, womit sie nach Kazuko Sugiuchi (* 1927) erst die Zweite war, der das gelang.
1977 lernte sie während eines Go-Trainings Kei Yamamoto kennen und heiratete ihn. 1986 wurde ihre Tochter geboren und sie gewann das Hon’inbō-Turnier der Frauen. Von 1984 an war Ogawa 10 Jahre lang Publikumsverantwortliche für das „NHK Cup TV Go Tournament“ (NHK杯テレビ囲碁トーナメント, NHK-hai terebi igo tōnamento). Von 2010 bis 2012 war sie Präsidentin des Nihon Kiin und schrieb zudem regelmäßig eine Kolumne in der wöchentlich erscheinenden Zeitschrift Shūkan Shinchō (週刊新潮). Von 2012 bis 2018 war sie Vorstandsmitglied des Nihon Kiin.
2014 wurde bei ihr Darmkrebs diagnostiziert. Sie starb 2019 im Alter von 68 Jahren im Krankenhaus. Postum erhielt sie den 7. Dan.

## Titel
- 1979 und 1980 Siegerin bei der Damenmeisterschaft (女流選手権戦 joryū senshuken-sen)
- 1986 Siegerin beim Hon’inbō-Turnier der Frauen (女流本因坊戦 joryū hon’inbō-sen)
- 1987 Siegerin bei Kakusei-Turnier der Frauen (女流鶴聖戦 joryū kakusei-sen)

## Werke
- 1981 Sekishin no fu – igo ni ikeru warera gonin no kishi (石心之譜 ― 囲碁に生きるわれら五人の棋士)
- 1994 Shudan – onna-tachi no ashita (酒談―おんなたちの明日)
- 1994 Meikai shōkyū igo dokuhon (明解初級囲碁読本)
- 1998 Igo kyūisha no tame no honsuji no uchikata (囲碁 級位者のための本筋の打ち方)
- 2000 Igo kyūisha no tame no shōritsu appu no kimete (囲碁 級位者のための勝率アップの決め手)
- 2006 Ogawa Tomoko no ishi no katachi o utsukushiku (NHK igo shirīzu) (小川誠子の石の形を美しく （NHK囲碁シリーズ）)